# Franziska Lebrun
Franziska o Francesca Lebrun, de soltera Danzi, (Mannheim, 24 de marzo de 1756-Berlín, 14 de mayo de 1791) fue una destacada cantante y compositora alemana del siglo XVIII. Su talento se extendió más allá del escenario a la composición musical y la interpretación de teclados. Como compositora, sus doce sonatas, seis cada una en opus 1 y opus 2, para piano o clavecín con acompañamiento de violín, se publicaron por primera vez en Londres en 1779-1781, con más ediciones en Londres, París y varios centros alemanes. Las sonatas opus 1 están disponibles en grabaciones comerciales.

## Biografía
Francesca Danzi nació el 24 de marzo de 1756 en Mannheim. Fue la hija mayor de la familia de talentosos músicos. Su padre fue el violonchelista de origen italiano Innocenz Danzi y su madre, Barbara Sidonia Margaretha Toeschi, era bailarina. Fueron el núcleo de los artistas electores de élite de la corte de Mannheim a finales de la década de 1750. Sus hermanos, Franz (Ignaz) y Johann Baptist, eran violonchelistas y violinistas respectivamente y exitosos compositores. Karl Joseph (Carlo Giuseppe) Toeschi, violinista, compositor y director, era su tío materno.
Era conocida por su destreza vocal y muy buscada por contemporáneos notables, como Anton Schweitzer, Ignaz Holzbauer y Antonio Salieri, para los papeles principales en sus óperas más desafiantes.
Hizo su primera aparición pública como cantante a la edad de 16 años y al año siguiente fue contratada por la Ópera de Mannheim. Parece haber cierto debate sobre si actuó por primera vez en L'amore artigiano de Gassmann en mayo de 1772, o La Contadina in Corte de Antonio Sacchini, el papel por el que se ganó el título de músico de la corte (virtuosa da camera). Se quedó con la ópera de la corte de Mannheim durante cuatro años y fue elegida para los papeles principales: Parthenia en Alceste de Anton Schweitzer (1775, Teatro del Palacio Schwetzingen), y Anna en Günther von Schwarzburg de Holzbauer (1777), papel compuesto específicamente para su voz. A los veintiún años viajó a Londres para cantar series de cuatro óperas de Johann Christian Bach y Sacchini.
En 1778, se casó con el virtuoso del oboe y compositor Ludwig August Lebrun, de Mannheim. Ese verano, ahora conocida como Signora Lebrun, realizó una gira por Italia con él. En la inauguración del Teatro Alla Scala de Milán el 3 de agosto de 1778, Francesca Lebrun fue la protagonista femenina de la ópera L'Europa riconosciuta de Antonio Salieri. Causó sensación en 1779 en París en el Concert Spirituel a través de su habilidad para encajar palabras italianas en partes instrumentales de sinfonías concertantes y cantarlas. Los Lebrun vivieron en Londres desde 1779 hasta 1781 mientras Francesca se presentaba en el King's Theatre. En 1780, el célebre artista inglés Thomas Gainsborough pintó su retrato.
Soprano célebre, cantó en los principales escenarios de ópera y conciertos de Europa, incluyendo Inglaterra, Alemania e Italia, con gran éxito. El músico y escritor Christian Friedrich Daniel Schubart señaló que podía cantar la, tres octavas por encima del do central con «claridad y distinción». Charles Burney escribió que cuando ella y su esposo realizaron divisiones de terceras y sextas era imposible descubrir quién estaba en la parte superior del intervalo.
La familia de Francesca también floreció, dio a luz a su hija Sophie mientras estaba en Londres en junio de 1781, y a su hija Rosine en 1783 en Múnich. Francesca y Ludwig hicieron una gira por Europa nuevamente en 1785, pasando una temporada en Nápoles, luego Berlín y Londres, donde Ludwig murió en 1790. Ella actuó sólo dos veces después de su muerte y le sobrevivió cinco meses, ya que murió el 14 de mayo de 1791 a la edad de 35 años.
Sus hijas también se hicieron conocidas. Rosine fue una exitosa cantante de ópera y actriz y fue miembro de la compañía de teatro de Múnich, 1801–1830. Sophie se convirtió en una reconocida pianista y compositora. Las hijas de Sophie y sus hijas también se convirtieron en músicas.

## Obra
- Seis sonatas para fortepiano y violín, op. 1. Monica Jakuc (piano), Dana Maiben (violín). Dorian Discovery, 1996.
- Sonata para piano y violín, op. 1, n.º 2, en mi bemol mayor. Jaroslav Sveceny (violín), Fine Zimmermann (clavecín). Women Composers at the Courts Of Europe (Cybele Records, 2000). Ambas disponibles en CD Universe.
- Sonata para violín y piano, op. 1, n.º 6 en re mayor; Aleksandra Maslovaric (violín), Tania Fleischer (piano). Feminae in Musica, Feminae Records 2007. Disponible en Arkiv Music.